# Anathallis articulata
Anathallis articulata là một loài thực vật có hoa trong họ Lan. Loài này được (Lindl.) Luer & Toscano mô tả khoa học đầu tiên năm 2009.

## Hình ảnh

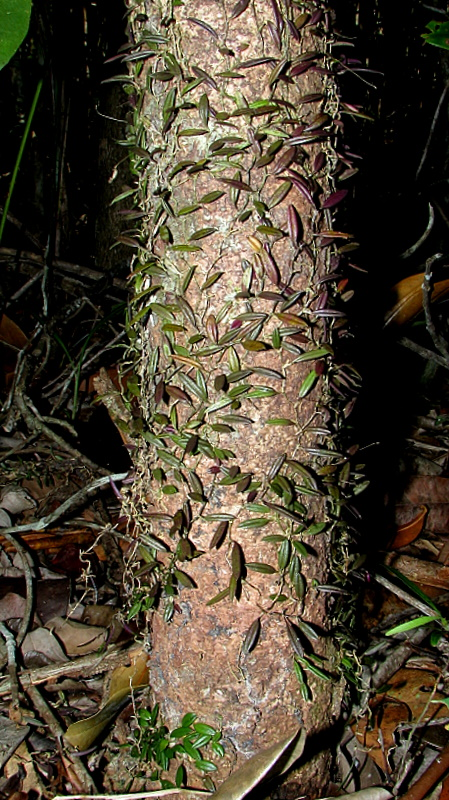
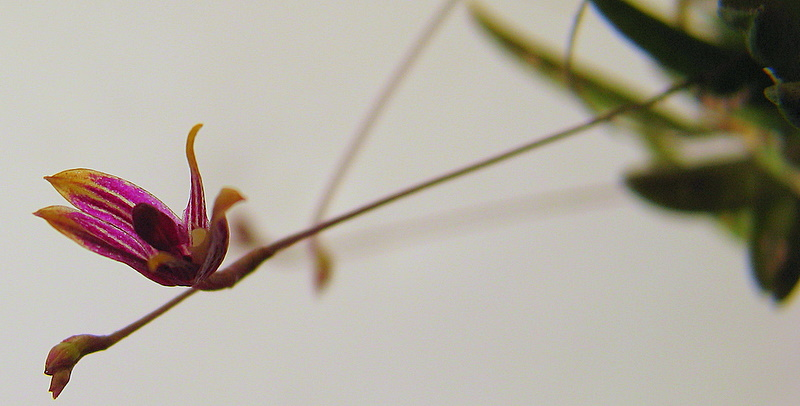
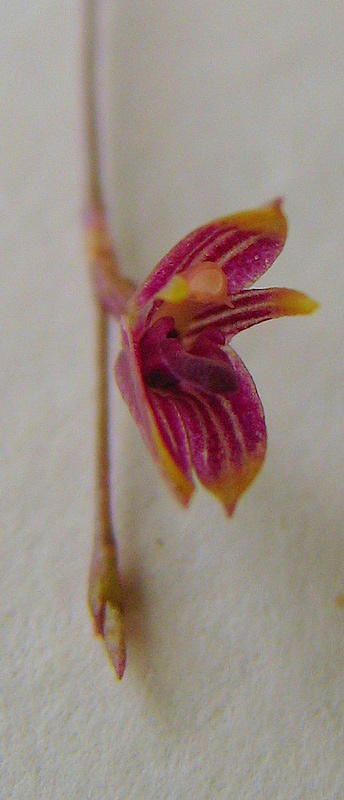